# Захари Савов
Захари Савов е роден на 18 септември 1944 г. в село Литаково. Завършил е Националната художествена академия в град София. От 1969 г. работи в Студия за игрални филми „Бояна“ като художник.

## Филмография

### Като художник-постановчик
- „Ако те има“ (1983)
- „Илюзия“ (1980)
- „По дирята на безследно изчезналите“ (1978)
- „От другата страна на огледалото“ (1977)
- „Последната дума“ (1973)